# Université de N'Djaména
L'université de N'Djaména (UNDJ), anciennement appelée université du Tchad (UNDT), est une université publique tchadienne fondée en 1971 et située à N'Djaména, la capitale du pays. Elle constitue la principale composante de l'enseignement supérieur tchadien.
En 2020, elle accueille 16 142 étudiants et emploie 543 enseignants.

## Histoire
L'université de N'Djaména a été fondée le 27 décembre 1971 sous le nom d'« université du Tchad ». Rebaptisée « université de N'Djaména » par la loi du 17 janvier 1994, elle est désormais un établissement public doté de la personnalité morale et de l’autonomie financière et placé sous la haute autorité du ministre de l’Éducation nationale. En février 2020, les autorités chargées de l'enseignement supérieur laissent entendre que l'établissement sera baptisé du nom de Zakaria Fadoul Khidir, célèbre écrivain, universitaire et homme politique tchadien.
Ses activités ont été interrompues pendant la guerre civile de 1979 à 1983. En 2018, les étudiants de l'université organisent plusieurs manifestations pour protester contre les mauvaises conditions d'études et réclamer une amélioration des dispositifs sociaux gérés par le CENOU (transports, restauration, santé, bourses, etc.),. En 2019, les enseignants vacataires protestent contre la suspension de leurs activités par le président Idriss Déby et demandent le versement de 120 millions de francs CFA de vacations non-payées depuis 2016.

### Identité visuelle
Le logotype de l'université de N'Djaména a évolué après le changement de nom opéré en 1994.

Ancien logo de l'université du Tchad
Logo actuel de l'université de N'Djaména

## Organisation

### Administration
L'université de N'Djaména est administrée par un conseil d'université et par un recteur assisté d'un vice-recteur et d'un secrétaire général.

#### Rectorat
Le rectorat de l'université, qui regroupe la direction et les services administratifs centraux, a successivement été dirigé par :
- 1991 : Dr Tom Erdimi
- 1994 : Dr Zozabe Issaya
- 1996 : Pr Khalil Alio
- 1997 : Dr Yokabdjim Mandigui
- 2002 : Dr Mbailao Mbaiguinam
- 2004 : Dr Tagui Guelbaye
- 2005 : Dr Rodoumta Koina
- 2008 : Dr Malloum Soultan
- 2012 : Dr Abba Danna
- 2012 : Dr Ali Abdel-Rhamane Haggar
- 2017 : Pr Mahamat Barka[6]
- 2019 : Pr Mahamat Saleh Daoussa Haggar (mathématicien)[7]

### Implantations géographiques
L'université de N'Djaména est implantée sur quatre campus :
- Le campus d'Ardep-Djoumal ;
- Le campus de Farcha ;
- Le campus de Gardolé ;
- Le campus de Toukra, situé à 15 km au sud de N'Djaména, inauguré en 2011[8].

### Partenariats internationaux
L'université de N'Djaména a conclu des partenariats avec 20 universités africaines et européennes afin de développer la coopération internationale en matière de recherche et de permettre les échanges internationaux d'étudiants.
| Région             | Pays                      | Université                  |
| ------------------ | ------------------------- | --------------------------- |
| Afrique centrale   | Cameroun                  | Université de Dschang       |
| Afrique centrale   | Cameroun                  | Université de Maroua        |
| Afrique centrale   | Cameroun                  | Université de Ngaoundéré    |
| Afrique centrale   | Cameroun                  | Université de Yaoundé I     |
| Afrique centrale   | Cameroun                  | Université de Yaoundé II    |
| Afrique centrale   | République du Congo       | Université Marien-Ngouabi   |
| Afrique centrale   | République centrafricaine | Université de Bangui        |
| Afrique de l'Ouest | Sénégal                   | Université Cheikh-Anta-Diop |
| Afrique de l'Ouest | Sénégal                   | Université Gaston-Berger    |
| Afrique de l'Ouest | Burkina Faso              | Université Joseph Kizerbo   |
| Afrique de l'Ouest | Côte d'Ivoire             | Université Houphouët Boigny |
| Afrique de l'Ouest | Bénin                     | Université d'Abomey-Calavi  |
| Afrique du Nord    | Soudan                    | Université d'Andourman      |
| Afrique du Nord    | Égypte                    | Université d'Alexandrie     |
| Europe             | France                    | Université d'Orléans        |
| Europe             | France                    | Université de Poitiers      |
| Europe             | Turquie                   | Université de Karabuk       |
| Europe             | Turquie                   | Université de Tokat         |

### Affiliations internationales
L'université de N'Djaména est membre titulaire de l'Agence universitaire de la Francophonie (AUF), de l'Association internationale des universités (AIU) et de l'Association des universités africaines (AUA).

## Composantes
L'université de N'Djaména est composée de plusieurs composantes.

### Facultés
Les 7 facultés de l'université de N'Djaména sont organisées en 4 pôles d'enseignements :
| Pôle d'enseignement                           | Faculté                                                                   | Disciplines | Campus        | Doyen                        | Étudiants |
| --------------------------------------------- | ------------------------------------------------------------------------- | --- | ------------- | ---------------------------- | --------- |
| Droit, politique, économie et gestion         | Faculté des sciences juridiques et politiques (FSJP)                      | - Droit - Sciences politiques | Ardep-Djoumal | Benjamin Bénan Djikoloum     | 3 711     |
| Droit, politique, économie et gestion         | Faculté des sciences économiques et de gestion (FSEG)                     | - Sciences économiques - Sciences de gestion | Ardep-Djoumal | Nodjitidjé Djimasra          | 1 400     |
| Sciences, technologie et santé                | Faculté des sciences de la santé humaine (FSSH)                           | - Médecine - Chirurgie - Gynécologie obstétrique - Pédiatrie - Sciences biomédicales - Pharmacie et santé publique | Gardolé       | Pr Ali Mahamat Moussa        | 1 042     |
| Sciences, technologie et santé                | Faculté des sciences exactes et appliquées (FSEA)                         | - Biologie - Géologie - Physique - Chimie - Mathématiques - Informatique - Sciences et techniques | Farcha        | Dr Mahamat Nour Adam Sakine  | 2 310     |
| Sciences humaines, sociales et de l'éducation | Faculté des sciences humaines et sociales (FSHS)                          | - Histoire - Géographie - Sociologie - Philosophie - Anthropologie | Toukra        | Vincent de Paul Allabamdemel | 6 711     |
| Sciences humaines, sociales et de l'éducation | Faculté des sciences de l'éducation (FSE)                                 | - Administration et planification de l'éducation - Fondements et pratiques de l'éducation - Curricula et didactique - Psychologie de l'éducation | Ardep-Djoumal | Dr Hassana Bouba Djime       | 1 662     |
| Arts, lettres et langues                      | Faculté des langues, des lettres, des arts et de la communication (FLLAC) | - Lettres modernes - Lettres et études anglophones - Lettres et études chinoises - Lettres et linguistique en arabe - Sciences du langage - Sciences et techniques de l'information et de la communication en français - Sciences et techniques de l'information et de la communication en arabe | Toukra        | Dr Mahamat Oumar Alfal       | 5 066     |

### Institut
L'université de N'Djaména comprend également l'Institut national des sciences humaines (INSH), créé en 1961.

## Recherche
L'université de N'Djaména accueille de nombreuses activités de recherche dans de nombreux domaines scientifiques. Elle regroupe 53 chercheurs et 202 doctorants dans 2 écoles doctorales.
| École doctorale                                       | Domaines | Responsable               | Doctorants |
| ----------------------------------------------------- | --- | ------------------------- | ---------- |
| École doctorale lettres et sciences humaines          | - Droit - Lettres et linguistique - Sciences de gestion - Sciences géographiques | Pr Issa Djarangar Djita   | 56         |
| École doctorale sciences, techniques et environnement | - Chimie - Physique et sciences de l'ingénieur - Sciences biologiques - Biologie et santé humaine - Mathématiques, informatique et applications - Santé et production animale - Géosciences | Pr Aboubaker Chedikh Beye | 149        |

Dans le cadre de ses activités de recherche, elle collabore avec plusieurs universités étrangères : l'université Joseph Kizerbo (Burkina Faso), l'université de Yaoundé I (Cameroun), l'université de Maroua (Cameroun), l'université al-Azhar (Égypte), l'université de Poitiers (France), l'université Abdou-Moumouni (Niger), l'université Cheikh-Anta-Diop (Sénégal) et l'université de Khartoum (Soudan).

## Personnalités liées

### Enseignants
- Grace Kodindo (médecine)
- Chérif Mahamat Zene (diplomatie)

### Étudiants
- Issa Doubragne (géographie)
- Djalal Ardjoun Khalil (sciences)
- Marie-Christine Koundja (droit)
- Zara Mahamat Yacoub (lettres)
- Jacqueline Moudeina (droit)
- Gayang Souaré (comptabilité)
- Achta Djibrine Sy (économie)